# 中島信也
中島 信也（なかじま しんや、1959年1月15日 - ）は、日本のCMディレクター、映画監督、ソングライター。東北新社元代表取締役社長。日本ネーミング協会理事。武蔵野美術大学造形学部視覚伝達デザイン学科およびデザイン情報学科客員教授。宣伝会議講師。

## 人物
福岡県八女市（旧・八女郡黒木町）で生まれ、大阪で育つ。大阪府立豊中高等学校を経て武蔵野美術大学造形学部視覚伝達デザイン学科を卒業。在学中は芸術祭の実行委員長を務めるなど硬派な学生だった。大学時代の同級生にみうらじゅん、工業デザイナーの奥山清行がおり当時から親交があった。
同校卒業後の1982年4月、博報堂の入社試験を受けるも途中で辞退。その背景に中島の父が博報堂勤務だったことがあると語っている。博報堂の面接官の紹介で東北新社に入社する。1983年（昭和58年）からテレビCMディレクターとしてデビュー。
1993年（平成5年）、原始時代の大地を舞台に槍を手にした原始人の狩人集団が巨大な野生動物（マンモス、ブロントテリウム、ウインタテリウム、エンテロドン科動物、サイガ、ジャイアントモア、プテロダクティルス、巨大イカ。一応は人間の捕食対象であるが、現実のものより遥かに巨大）と追いつ追われつするコミカルなCG作品である、日清食品カップヌードル「hungry ? シリーズ」のCMで、日本人として初のカンヌ国際広告祭グランプリを受賞する。
また、2003年（平成15年）には、身体能力の高い人たちを起用して専門知識を持たない一般視聴者には合成映像にしか見えないアクロバティックな器械体操を作品化したサントリー燃焼系アミノ式の「グッパイ、運動。シリーズ」（『回転少女』編、『上昇サラリーマン』編、『くるくるピクニック』編。プランナーは本間絹子）で話題になった。そのほか、特に目立つ創作活動としては、1996年（平成8年）に『ウルトラマンゼアス』の映画監督を務めている。
中島の手がけたCMは単純に笑いを誘うものや、燃焼系アミノ式の「グッパイ、運動。シリーズ」など、ほかでは見られなかった意外性のある活き活きとした表現が特徴であり、日本国外でも高い評価を得ている。CGを用いて演出した日清カップヌードルの「hungry ? シリーズ」とは対照的に、燃焼系アミノ式「グッパイ、運動。シリーズ」では合成技術をいっさい用いていない。日本国内では中島がディレクションしたCMは人気が高いとされ、「グッパイ、運動。シリーズ」は、CM総合研究所発表の2004年（平成16年）のCM好感度ランキングで2位以下に大差をつけての1位であった。
また、CM制作だけでなく、後進の育成にも力を入れており、1999年より母校・武蔵野美術大学の非常勤講師（2008年より客員教授）。その他、宣伝会議のコピーライター養成講座やCMプランニング講座等で講師を務めている。
売れっ子CMディレクターながらも独立はせず東北新社に在籍しており2019年に副社長に就任。2021年2月26日、不祥事の責任を取って辞任した第2代社長・二宮清隆に代わって代表取締役社長に就任。2022年6月29日に社長を退任。

## 代表的なディレクション作品
- 公共広告機構（現・ACジャパン） 「家庭排水 人魚」（1992年）
- 日清食品 カップヌードル 「hungry シリーズ」（1993- 1996年）
- 日清食品 日清ラ王 「食べたい男 シリーズ」（2014-）
- 資生堂 '86春のキャンペーン 「色・ホワイトブレンド」（1986年）
- ホンダ ステップワゴン 「こどもといっしょにどこいこう。」（1997- 2004年）[11][2]
- サントリー DAKARA 「小便小僧シリーズ」（2000年から数年）[11]
- サントリー 燃焼系アミノ式 「グッパイ、運動。シリーズ（2003年）[11]
- 日本航空 (JAL) サザンオールスターズ（2003年）[11]
- NOVA 「異文化コミュニケーション」 ：宇宙人役で声の出演もしている。
- サントリー 伊右衛門[2]
- 中外製薬 グロンサン
- 資生堂 企業CM
- ソニー ：2007年秋からの矢沢永吉出演のブルーレイレコーダー等のシリーズ。
- Friend-Ship Project 第3弾「90秒の夫婦の絆『定年の日の妻』篇」（2008年）：テレビ東京で放映された映像作品
- ユニクロ Wide Leg Jeans
- タンスのゲン　タンスのゲン×HKT48（2013年）
- ほか、多数。

## テレビドラマ監督作品
- 3番テーブルの客（1997年、フジテレビ）

## 映画監督作品
- ウルトラマンゼアス（1996年）※じんましんや名義で主題歌「シュワッチ! ウルトラマンゼアス」の作詞も担当。
- 矢島美容室 THE MOVIE 〜夢をつかまネバダ〜（2010年）※ミスコンの進行役で本編中にも出演。

## 受賞歴
- 1990年（平成2年）：東京アートディレクターズクラブ[12]賞（東京ADC賞）グランプリ 「フジテレビ'90」
- 1992年（平成4年）：全日本シーエム放送連盟賞（ACC賞）シリーズ大賞 「サントリー 白角」
- 1993年：カンヌ国際広告祭グランプリ 「日清食品：カップヌードル hungry ?シリーズ」（同フェスティバルで金賞・銀賞・銅賞も受賞）（1994年、1995年、1996年）[2]
- 2001年：アジア太平洋広告祭（通称：アドフェスト）[13][14]グランプリ 「ミドリ安全：分煙システム 『禁煙亡命者』」
- 2001年：国際放送賞（IBA賞、cf. International Broadcasting Awaeds[15]）グランプリ 「松下電器 ナショナルのあかり」
- 2002年（平成14年）：デジタルコンテンツ グランプリ2002「新しい才能」の部 DCAj会長賞
- 2003年（平成15年）：全日本シーエム放送連盟 (ACC) CMフェスティバル総務大臣賞（ACCグランプリ） 「サントリー：燃焼系アミノ式　グッパイ、運動。シリーズ（『回転少女』編、『上昇サラリーマン』編、『くるくるピクニック』編）」
- 2005年（平成17年）：ニューヨークアートディレクターズクラブ[16]賞（ニューヨークADC賞）グランプリ 「サントリー 伊右衛門」
- 2005年（平成17年）：日本宣伝山名賞
- その他、受賞多数。近年は、「PEPSI NEX」「suntory MALT'S」など。

## 楽曲
- 魔人Vが行く（武田薬品工業・アリナミンV） -  さかいとしや共作詞 1991年
- CCレモンのうた（サントリー・C.C.レモン） -  作詞・作曲（じんましんや名義） 1994年
- とんねるずのテーマ(とんねるず) - 作詞(じんましんや名義) 1995年
- Ba･Ca (とんねるず) -

作詞(じんましんや名義) 1995年
- シュワッチ! ウルトラマンゼアス（ウルトラマンゼアス） -  作詞（じんましんや名義） 1996年
- タンスのゲン - 作詞・作曲[17] 2013年

## テレビ出演
- 豆ごはん。（RKB毎日放送）

## ラジオ出演
- なかじましんやラジオ（TOKYO FM 日曜 25:00 - 25:30） 2013年10月[18] - 2014年9月
- なかじましんや 土曜の穴（文化放送 土曜 11:00 - 13:00） 2015年4月4日- 2019年9月28日

## 著書
- あのCMの絵コンテ - 中島信也CMコンテ集 2007年 ISBN 978-4944079544
- 中島信也 (世界のグラフィックデザイン) 2007年 ISBN 978-4887523036